# مهر (داورزن)
مِهر روستایی از توابع بخش باشتین و در شهرستان داورزن استان خراسان رضوی ایران است. این روستا در فاصله ۴۵ کیلومتری غرب شهر سبزوار و در ۱۵ کیلومتری شرق شهر داورزن در مسیر جاده سبزوار به تهران قرار دارد.
این روستا ۵۷ درجه و ۸ دقیقه طول شرقی و ۳۶ درجه و ۱۷ دقیقه عرض شمالی و در ارتفاع ۱۰۴۱ متری از سطح دریا قرار گرفته است.
مهر: ده بخش داورزن*، دهستان کاه. این روستای باستانی در مسیر جاده اصلی تهران قرار دارد. از غرب به صَدخَرو، از شرق به ریوَند، از جنوب به کوشکباغ و طَزَز و از شمال به کوه‌های بُهُنگر محدود می‌شود. درکتاب فرهنگ جغرافیای ایران، رودخانهٔ مهر یکی از رودهای ییلاقی سبزوار معرفی شده است. اسناد موجود دراداره کُلّ صنایع و معادن خراسان بیانگر این است که جنس کوه‌های شمال مِهر، از مارن‌های سبز ماسه سنگ است یا از باندهای ژیپسی پوشیده شده است. دارای معادن مس با رگه‌های ۹٪ و کرومیت می‌باشد. بیهقی آن را از توابع رَبع مزینان خوانده است و به خامهِ آن اشاره کرده و می‌نویسد: «از قلم تحریر در خراسان و مازندران، بهترین آن در دیه مِهر بیهق خیزد و آنگاه آنکه دردیه ششتمد باشد و …»
مِهر در لغت معانی گوناگون دارد، از جمله نام دیگر خورشید، یکی از ماه‌های ایرانی، و به معنی عشق و محبّت و نیز الهه عشق و دوستی است که به آن میترا نیز گفته می‌شود. از آثار باستانی این روستا آتشکدهٔ آذربُرزین مِهر است. فردوسی به نقل از دقیقی برپایی آن را به گشتاسپ نسبت داده است و آن را نخستین آتشکده معرفی می‌کند. این آتشکده به نام کشاورزان در شرق مملکت ودر کوه‌های ریوَند بنا شده و به خانه دیو معروف است.
ردپای اهمیت تاریخی روستای مهر را در شواهد و قراین تاریخی دیگری نیز می‌توان مشاهده کرد؛ مثلاً احداث آتشکده آذربرزین مهر یکی از سه آتشکده با اهمیت ایران در دوران ساسانیان در نزدیکی این روستای سبزوار، نشانه ای همیشگی درتاریخ روستای مهر است تا همگان بدانند اهمیت فرهنگی و اجتماعی این منطقه حتی به قرن‌ها پیش از اسلام بازمی‌گردد.
روستای مهر در دوره اسلامی نیز ادامه حیات داد که از این دوره نیز کاروانسرای زیبای این روستا نشانه دیگری است که هرچند این بنا در سالهای گذشته مورد بی‌توجهی مسئولین و بسیاری از مردم منطقه قرار گرفته است، لیکن امیدمی رود با فعالیت‌های رسانه ای وتلاش گروه‌های مردمی که اخیراً در حال شکل‌گیری است، این کاروانسرای تاریخی به زودی به یک مرکز تفریحی و اقامتگاهی زیبا و گردشگرپذیر در مسیر جاده آسیایی تهران – سبزوار – مشهد تبدیل شود.

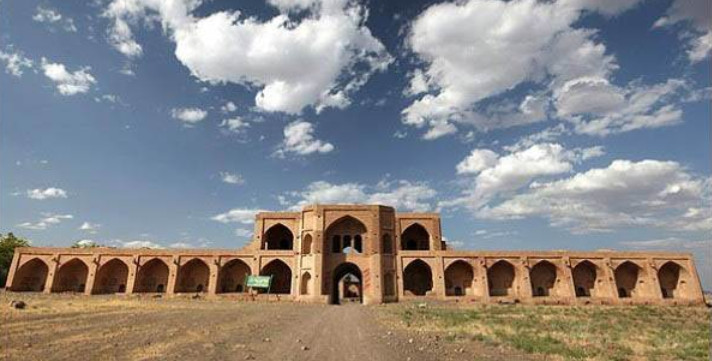
کاروانسرای مهر

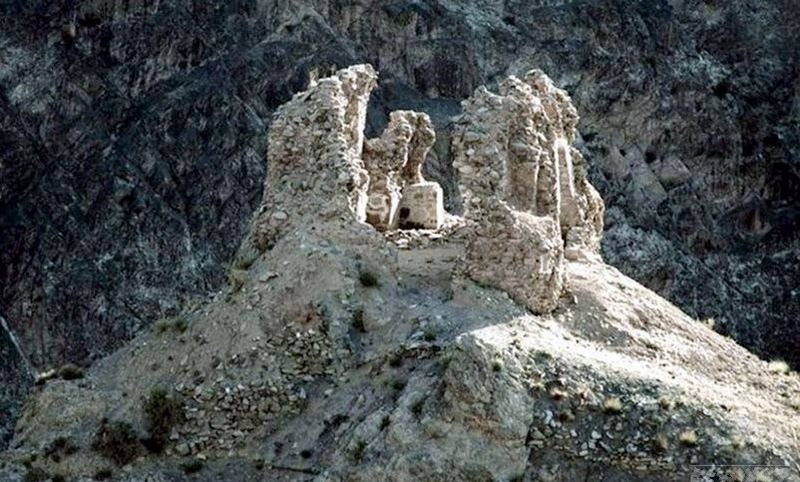
آتشکده آذربرزین مهر

هردو بنای زیبای نامبرده در روستای مهر تنها بخشی از جاذبه‌های گردشگری این منطقه هستند. حال آنکه روستای مهر که در دامنه کوه‌های بُهُنگر و ریوند قرار دارد، به نسبت مناطق حاشیه کویر، از جاذبه‌های طبیعی مناسبی نیز برخوردار است به عنوان مثال وجود یک رودخانه فصلی زیبا دراین روستا به جذابیت گردشگری آن یاری رسانده است.

## جمعیت
این روستا در دهستان مهر قرار داشته و بر اساس سرشماری سال ۱۳۸۵ جمعیت آن ۸٬۳۶۱ نفر (۳۹۴ خانوار) بوده است.

## آتار تاریخی
از آثار تاریخی این روستا می‌توان به رباط شاه عباسی اشاره کرد که دارای معماری خاص می‌باشد. همچنین می‌توان از چهارتاقی خانه دیو به عنوان یکی از جاهای احتمالی آتشکدهٔ آذربرزین مهر نام برد که یکی از سه آتشکدهٔ مهم ایران در دوره ساسانی بوده است. از جمله آثار باستانی این روستا می‌توان به میل خسرو مهر اشاره کرد. از جمله مشاهیر این روستا می‌توان به حاج شیخ شهید اشاره کرد.